# Musetyfus
Musetyfus er en gammel betegnelse for en gastrointestinal infektion med bakterien salmonella typhimurium, i modsætning til tyfus, der skyldes infektion med salmonella typhi.
Musetyfus er slet ikke relateret til plettyfus, som skyldes infektion med Rickettsia-bakterier.
| Sygdom | Spire Denne artikel om sygdom er en spire som bør udbygges. Du er velkommen til at hjælpe Wikipedia ved at udvide den. |